# Cartulario (título)
El chartoularios o chartularius (en griego: χαρτουλάριος), latinizado como cartulario, era un funcionario administrativo tardío romano y bizantino, al que se le encomendaban tareas administrativas y fiscales, ya sea como funcionario subalterno de un departamento o provincia o a la cabeza de diversas oficinas independientes.

## Historia
El título deriva del latín chartulārius de charta (en última instancia del griego χάρτης chartēs), término utilizado para los documentos oficiales, y se atestigua a partir del año 326, cuando los chartularii se empleaban en las cancillerías (scrinia) de los altos cargos del Estado romano (la prefectura del pretorio, el officium del magister militum, etc.). Originalmente eran funcionarios de poca monta, pero en el siglo VI habían adquirido una importancia tal que Pedro el Patricio, al distinguir entre funcionarios civiles y militares, los llama los antiguos chartoularikoi. A partir del siglo VII, los chartoularioi podían emplearse como jefes de departamentos dentro de un departamento fiscal (sekreton o logothesion), como jefes de departamentos independientes, o en la administración de los tematas (provincias) y tagmática, aunque también se registraron nombramientos ocasionales de cartularios a la cabeza de los ejércitos. La contrapartida eclesiástica se denominaba chartophylax, y ambos términos se utilizaban a veces indistintamente.

## Chartoularioi
- El chartoularioi tou [oxeos] dromou (χαρτουλάριοι τοῦ [ὀξέος] δρόμου, "cartulario del curso"), funcionarios subalternos del departamento de los dromos ("el Curso") bajo el logothetēs tou dromou.[4]
- Los llamados chartoularioi megaloi tou sekretou (χαρτουλάριοι μεγάλοι τοῦ σεκρέτου, "cartulario del departamento"), como jefes de las diversas oficinas del departamento del genikon ("fiscal general"), y los chartoularioi tōn arklōn (χαρτουλάριοι τῶν ἀρκλῶν)[2] o exō chartoularioi (ἔξω χαρτουλάριοι, "cartularios exteriores") como los funcionarios superiores del tesoro destacados en las provincias ("exteriores" significa fuera de Constantinopla).[2]
- Los chartoularios tou oikistikou (χαρτουλάριος τοῦ οἰκιστικοῦ) o simplemente ho oikistikos, cuyas funciones precisas se desconocen, también están atestiguados bajo el genikon; se convirtió en una oficina independiente en el siglo XI, pero desaparece después. Se registra que estaba a cargo de las exenciones de impuestos y que tenía diversas obligaciones jurídicas en algunos themas en el siglo XI; la oficina puede haber estado asociada a los dominios imperiales (oikoi).[5]
- El chartoularioi [megaloi] tou sekretou (χαρτουλάριοι [μεγάλοι] τοῦ σεκρέτου), como los altos funcionarios subalternos del departamento del logothetēs toū stratiōtikou, que supervisaban el fiscal militar, y además el cartulario de los themata individuales (χαρτουλάριοι τῶν θεμάτων) y tagmata (χαρτουλάριοι τῶν ταγμάτων), que supervisaban los asuntos financieros de las tropas temáticas y los tagmata imperiales, respectivamente.[6]
- El chartoularios tou sakelliou (χαρτουλάριος τοῦ σακελλίου), a cargo del tesoro Sakellion.[7]
- El chartoularios tou vestiariou (χαρτουλάριος τοῦ βεστιαρίου), a cargo del tesoro Vestiarion.[8]
- El chartoularios tou kanikleiou (χαρτουλάριος τοῦ κανικλείου), a cargo del tintero imperial (el kanikleion), puesto otorgado a uno de los más confiables ayudantes del emperador bizantino.[9]
- El chartoularios tou stablou (χαρτουλάριος τοῦ στάβλου, "cartulario del establo"), inicialmente un funcionario subalterno del komēs tou stablou ("Conde del Establo"), en el siglo XI se le añadió el epíteto megas y se convirtió en jefe de su departamento, supervisando las granjas de cría imperial (mētata o chartoularata) en los Balcanes y Asia Menor y siendo responsable del aprovisionamiento del carruaje imperial de equipajes.[10] Otro cartulario, a cargo del gran campamento del ejército (aplēkton) en Malagina (χαρτουλάριος τῶν Μαλαγίνων), estaba subordinado a él.[10]
- Dos cartularios, uno para cada uno de los dos dēmoi, los azules y los verdes, de la capital bizantina, Constantinopla.
- El megas chartoularios era un título honorífico de la corte de la era Paleóloga, registrado por pseudo-Kodinos, que no implicaba ningún oficio o función específica.[11]